# Chaetodon austriacus
Chaetodon austriacus — вид риб родини Chaetodontidae.

## Назва
В англійській мові має назву «вишуканий риба-метелик» (англ. exquisite butterflyfish).

## Галерея

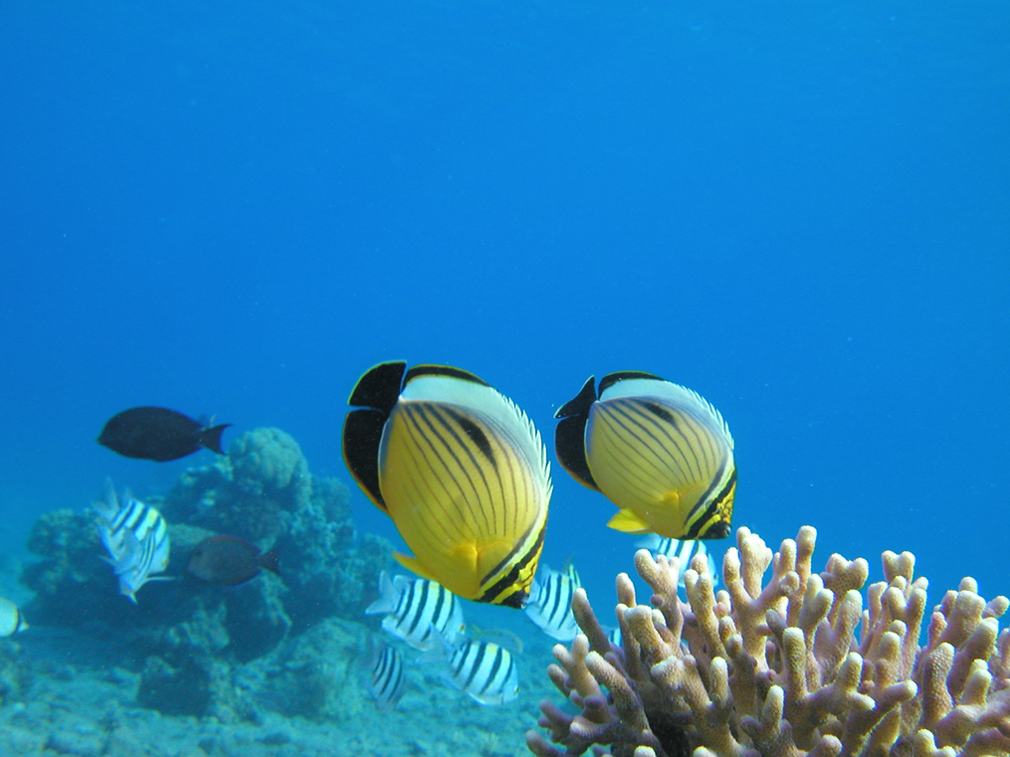
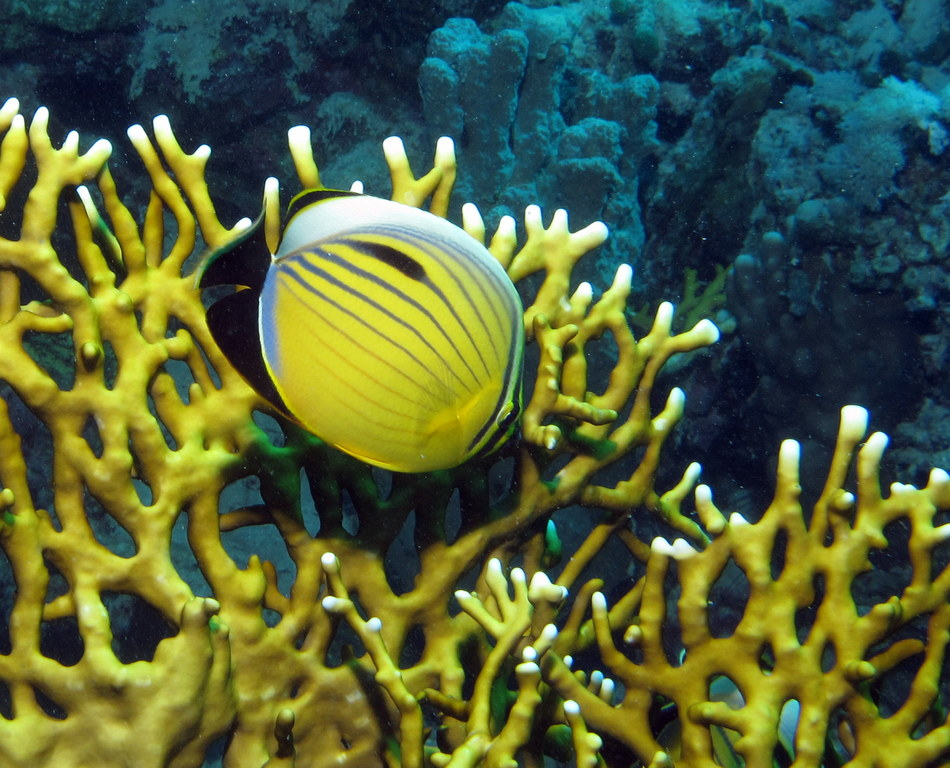

## Опис
Риба до 14 см завдовжки, жовта з хвилястими чорними смугами. Анальний плавець і хвіст — чорні. Зустрічається зазвичай парами, що патрулюють свою територію. Живиться поліпами та щупальцями анемон.

## Поширення та середовище існування
Живе у багатих на коралові рифи територіях та затоках на глибині від 1 до 20 м від Червоного моря до Південного Оману.